# Anesi
Anesi o Anià fou bisbe de València. Se sap que ocupava aquest càrrec el 646, quan va participar en el VII Concili de Toledo convocat pel rei Khindasvint. Es conserva una inscripció atribuïda a Anesi, tot i que també ha estat atribuïda a Justinià. La inscripció es conserva al Museu de Belles Arts Sant Pius V de València.